# 松井恵理子・松嵜麗の声優アニ雑団
松井恵理子・松嵜麗の声優アニ雑団（まついえりこ・まつざきれいのせいゆうあにざつだん）はインターネットテレビ局AbemaTVのアニメLIVEチャンネルで2018年4月10日から2018年9月18日まで配信されていた声優トークバラエティ番組。2016年4月12日から2018年3月20日までは、AbemaSPECIALチャンネルで配信されていた。
なお、Twitterでリアルタイムに番組を実況するツイートをする際には、ツイートに、ハッシュタグ#AbemaTVと#アニ雑団を同時に付けることが推奨されている。

## 概要
『アイドルマスター シンデレラガールズ』等で共演している声優の松井と松嵜が、互いに好きなアニメ・漫画に関して毎週お題を決めつつ生配信でトークを繰り広げる。加えて視聴者へも先述のTwitterからのコメントやメールを募り、意見を求めていく。
寝室のようなスタジオセットでパジャマ姿で進行していくが、毎回番組冒頭はスマホを使ってtwitterでつぶやいたり、東京ヤクルトスワローズファンの松嵜が当日の試合状況を確認したりしていて、番組が始まっているのに気付かないという体裁で開始するのがお約束となっている。試合状況や結果によって松嵜の機嫌も変わる。
2016年6月18日（土曜日）に番組初の過去回一挙配信が行われた。
2016年7月26日、2017年8月15日配信分はカラオケ回として、アニメソングを中心としたカラオケの模様が放送された。2017年4月から9月まで「WEEKDAYS PM 10:00 ON AIR」枠番組として配信。
2018年4月からはAbemaSPECIALチャンネルからアニメLIVEチャンネルに移動した上、配信時間を1時間繰り上げる。2018年9月18日で最終回を迎えた。

## コーナー
今週の趣味語り
松井と松嵜、さらにゲスト出演回ではゲストも交えて、それぞれの趣味に関する近況を報告する。
ゲストになんでもアンケート
ゲストが事前に回答したアンケートをもとに、ゲストの人となりを掘り下げるコーナー。
松井・松嵜のアニ雑談
毎週お題が決められ、それに沿って松井と松嵜（ゲスト出演回にはゲストも交え）、視聴者から作品を挙げていって思い入れをトークしていく。
ゆる〜い人生相談
視聴者から送られる軽めのお悩みに、松井と松嵜（とゲスト）が慰めるか叱るかを判定する。
ゲーム実況、やってみよう！ → 『GF（仮）』の新キャラをつくろう！
AbemaTVの親会社でもあるサイバーエージェントの恋愛ソーシャルゲーム『ガールフレンド（仮）』の実況をしていくコーナー。ここでのプレイヤー名は松嵜によって“古田敦也”と命名される。その後同作品に松嵜が出演していないことから、番組とコラボして松嵜が演じる新キャラを作ることとなり、視聴者投稿も交えて設定を練り上げていくコーナーに変わった。基本的な設定が固まったことから6月21日配信分でひとまず終了した。
グリモア応援大使におまかせ！
6月28日配信分から始まった、アプリボット（サイバーエージェント子会社）のソーシャルゲーム『グリモア〜私立グリモワール魔法学園〜』と公式にコラボした実況コーナー。ここでのプレイヤー名は松嵜が“石井一久”と命名した。

## 出演者
レギュラー
- 松井恵理子
- 松嵜麗

ゲスト
松井と松嵜が出演する『アイドルマスター シンデレラガールズ』の共演者を中心に、アニメ・ゲームの第一線で活躍する人気女性声優が出演する。

## 他媒体展開

### DVD
- 松井恵理子・松嵜麗の声優たび雑団 ~伊豆編~（2017年5月12日、テンフィート）スピンオフ企画のパッケージソフト

## スタッフ
- 構成：西沢篤人[55]
- プロデューサー：清川博史（PHONON）
- 制作：AbemaProduction、テンフィート